# رودولف شوارتز
رودولف شوارتز (بالألمانية: Rudolf Schwarz)‏ (و. 1897 – 1961 م) هو مهندس معماري، وأستاذ جامعي من ألمانيا . ولد في ستراسبورغ.
توفي في كولونيا .

## أعمال بارزة
من أهم أعماله:
- St. Paul's Church, Frankfurt am Main
- Museum für Angewandte Kunst.

## مناصب وهيئات
أدار FH Aachen.

## جوائز
حصل على جوائز منها:
- وسام الجدارة من الدرجة الأولى صنف الاستحقاق من جمهورية ألمانيا الاتحادية.

## روابط خارجية
- رودولف شوارتز على موقع الموسوعة البريطانية (الإنجليزية)